# Pete Cooke
Pete Cooke (* 1956) je britský programátor především pro počítače Sinclair ZX Spectrum. Je známý především díky hrám Tau Ceti a Academy. Všechny hry, které naprogramoval, vycházely z jeho vlastních nápadů. Než se začal věnovat programování, byl učitelem matematiky.
Začal programovat na počítači ZX81, na kterém se naučil Basic. Jeho první program neustále vypisoval na obrazovku text Hello. Na ZX Spectru už začal používat assembler, jako editor assembleru používal program Gens. Na počítačích Amstrad používal editor assembleru Maxam. Pracoval jako nezávislý programátor, ve společnosti jiných programátorů by se nedokázal koncentrovat. Assembler procesoru Z80 se naučil z učebnice Rodneyho Zaka Programming the Z80. Poté, co koupil ZX Spectrum, vedl malý počítačový klub pro mládež ve věku okolo 15 let.
Vydavatelem prvních her Petea Cookea byla společnost Richard Shepherd Software. Když za hru Up a Gum Tree dostal zaplaceno pouze 500 liber, přemýšlel, že si najde zaměstnání, ale začal místo toho začal programovat hru Ski Star 2000. Po vydání této hry se společnost Richard Shepherd Software, která dosud distribuovala jeho hry, stáhla z trhu, takže Cooke začal spolupracovat se společností CLR. První hra, kterou mu společnost CLR vydala, byla hra Juggernaut.
Myšlenka naprogramovat hru Tau Ceti se u Petea Cookea objevila poté, co uviděl hru Gyron, nad kterou dlouho přemýšlel, jak mohla být naprogramovaná. Přestože hru Academy naprogramoval později než hru Tau Ceti, dějově hra Academy hru Tau Ceti předchází. Protože při programování hry Tau Ceti získal Pete Cooke nové zkušenosti, mohl hru Academy naprogramovat tak, aby byla rychlejší a obsahovala lepší stínování, díky čemuž může být na objektech ve hře zobrazeno více detailů. Hráč si může na palubu skimmeru vzít více vybavení. Jeho záměrem bylo také pro hru Academy naprogramovat editor misí nebo alespoň vydat dodatečné mise. V období mezi hrami Tau Ceti a Academy Pete Cooke napsal hru Room 10. I přesto, že díky programování her Tau Ceti a Academy měl k dispozici už hotové optimalizované vykreslovací rutiny, rozhodl se následující hru, hru Micronaut One, napsat úplně od začátku. Jedním z důvodů k tomuto kroku bylo to, že z CLR odešel Ian Ellery do vydavatelství Nexus a Pete Cooke se rozhodl přejít k tomuto vydavatelství také. Protože vydavatelství Nexus chtělo vydat hru Micronaut One i pro počítače Atari ST, musel se Pete Cooke naučit assembler procesoru Motorola 68000.
Důvody, proč si oblíbil které počítače:
- Amstrad – kvůli dobré dokumentaci,
- BBC – kvůli grafickým možnostem,
- Commodore – kvůli jeho zvuku,
- ZX81, ZX Spectrum – kvůli jejich jednoduchosti.

Jeho koníčkem byla hra na piáno s jazzovými skupinami. Obtížně se učil jazyky. Jeho oblíbenou hrou byla hra Revs.